# Del Mar Heights
Del Mar Heights es un lugar designado por el censo ubicado en el condado de Cameron en el estado estadounidense de Texas. En el Censo de 2010 tenía una población de 113 habitantes y una densidad poblacional de 96,31 personas por km².

## Geografía
Del Mar Heights se encuentra ubicado en las coordenadas 26°3′24″N 97°25′25″O / 26.05667, -97.42361. Según la Oficina del Censo de los Estados Unidos, Del Mar Heights tiene una superficie total de 1.17 km², de la cual 1.17 km² corresponden a tierra firme y (0%) 0 km² es agua.

## Demografía
Según el censo de 2010, había 113 personas residiendo en Del Mar Heights. La densidad de población era de 96,31 hab./km². De los 113 habitantes, Del Mar Heights estaba compuesto por el 79.65% blancos, el 4.42% eran afroamericanos, el 0% eran amerindios, el 0% eran asiáticos, el 0% eran isleños del Pacífico, el 15.93% eran de otras razas y el 0% pertenecían a dos o más razas. Del total de la población el 96.46% eran hispanos o latinos de cualquier raza.